# سپیرن‌دولول
سپیرن‌دولول (انگلیسی: Spirendolol) یک آنتاگونیست گیرنده بتا آدرنرژیک است.